# 莱顿市政厅
52°9′29″N 4°29′27″E / 52.15806°N 4.49083°E

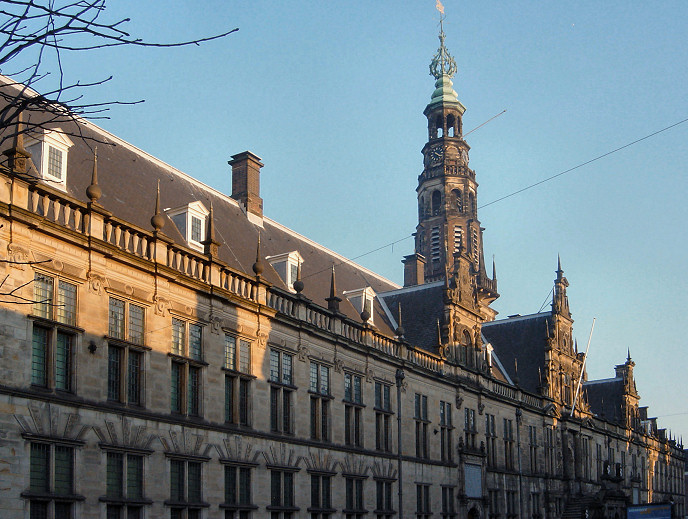
位于Breestraat上的正立面

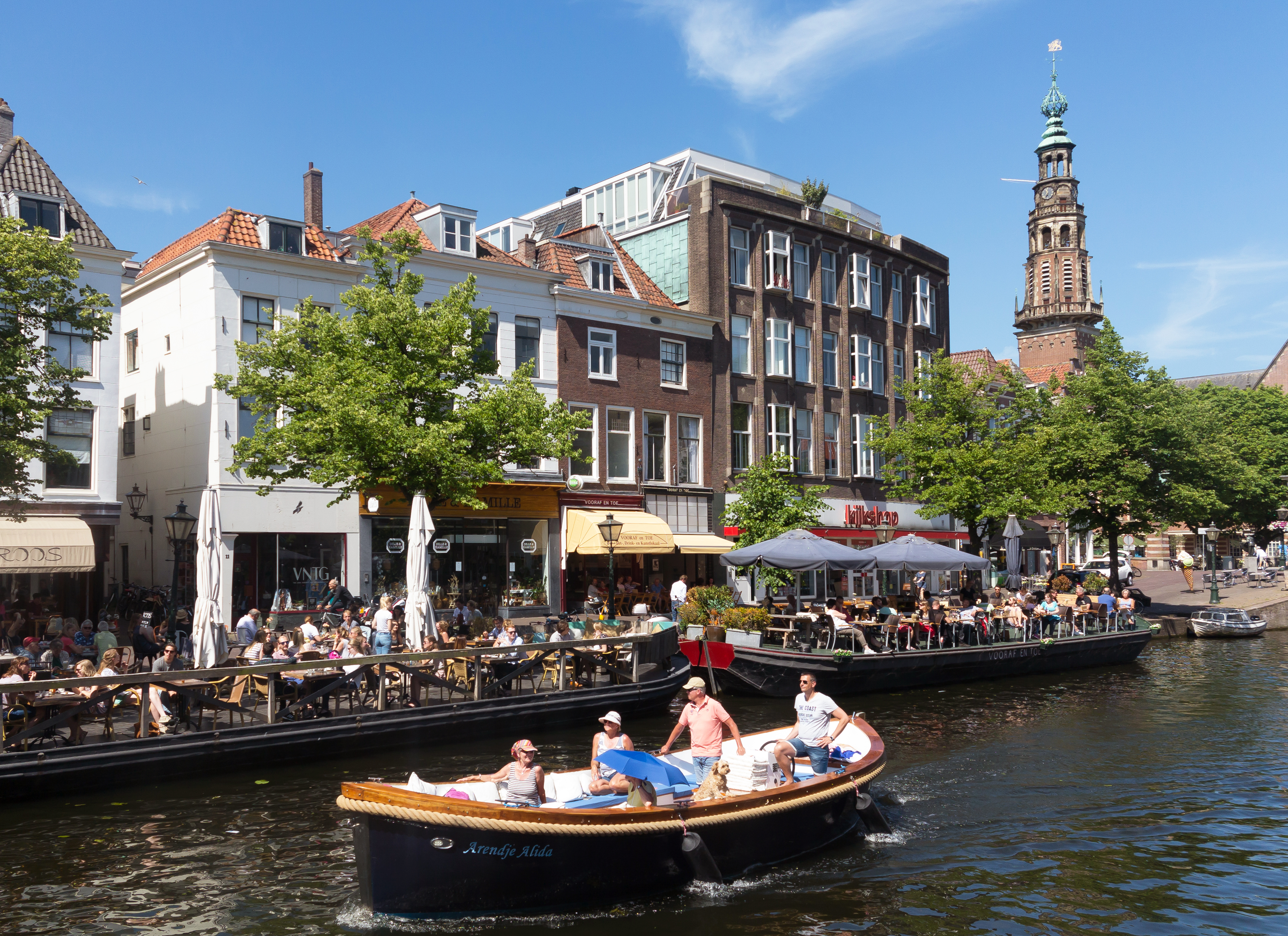
自Nieuwe Rijn望市政厅

莱顿市政厅（stadhuis van Leiden）是荷兰南荷兰省莱顿的市政厅，位于莱顿新莱茵河（Nieuwe Rijn）南岸。在布里街（Breestraat）北侧古老的正立面呈现文艺复兴风格，这是哈勒姆市建筑师利芬·德凯（Lieven de Key）完成的作品。
面向新莱茵河/鱼市场（Nieuwe Rijn / Vismarkt）的新市政厅是在1932年由建筑师科内利斯·容克·布劳（Cornelis Jonke Blaauw）于1929年2月12日的一场破坏性的火灾后设计的。威廉·马里努斯·杜多克（Willem Marinus Dudok）的设计草案被否决。
由于该场火灾烧毁了许多原在鱼市场的建筑，故市政厅得以向此方向扩建，并且一个广场（市政厅广场Stadhuisplein）得以出现。在市政厅下方广场上如今有家餐厅，人们可在此享受夜生活。

## 图集

### 外景

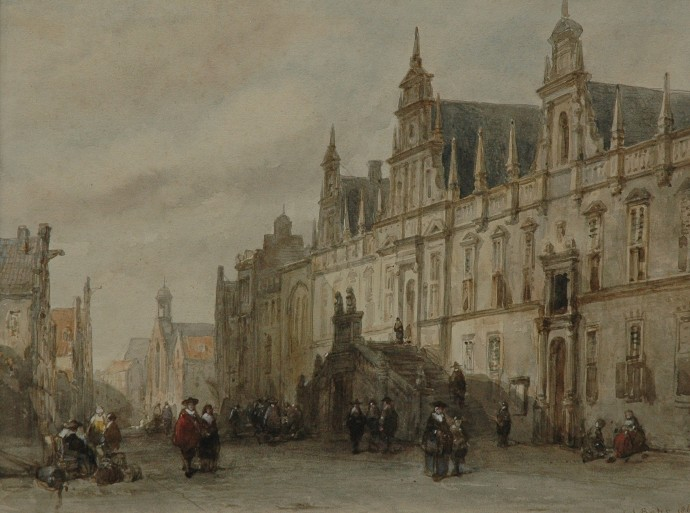
1860年Carel Jacobus Behr所绘的莱顿市政厅正立面
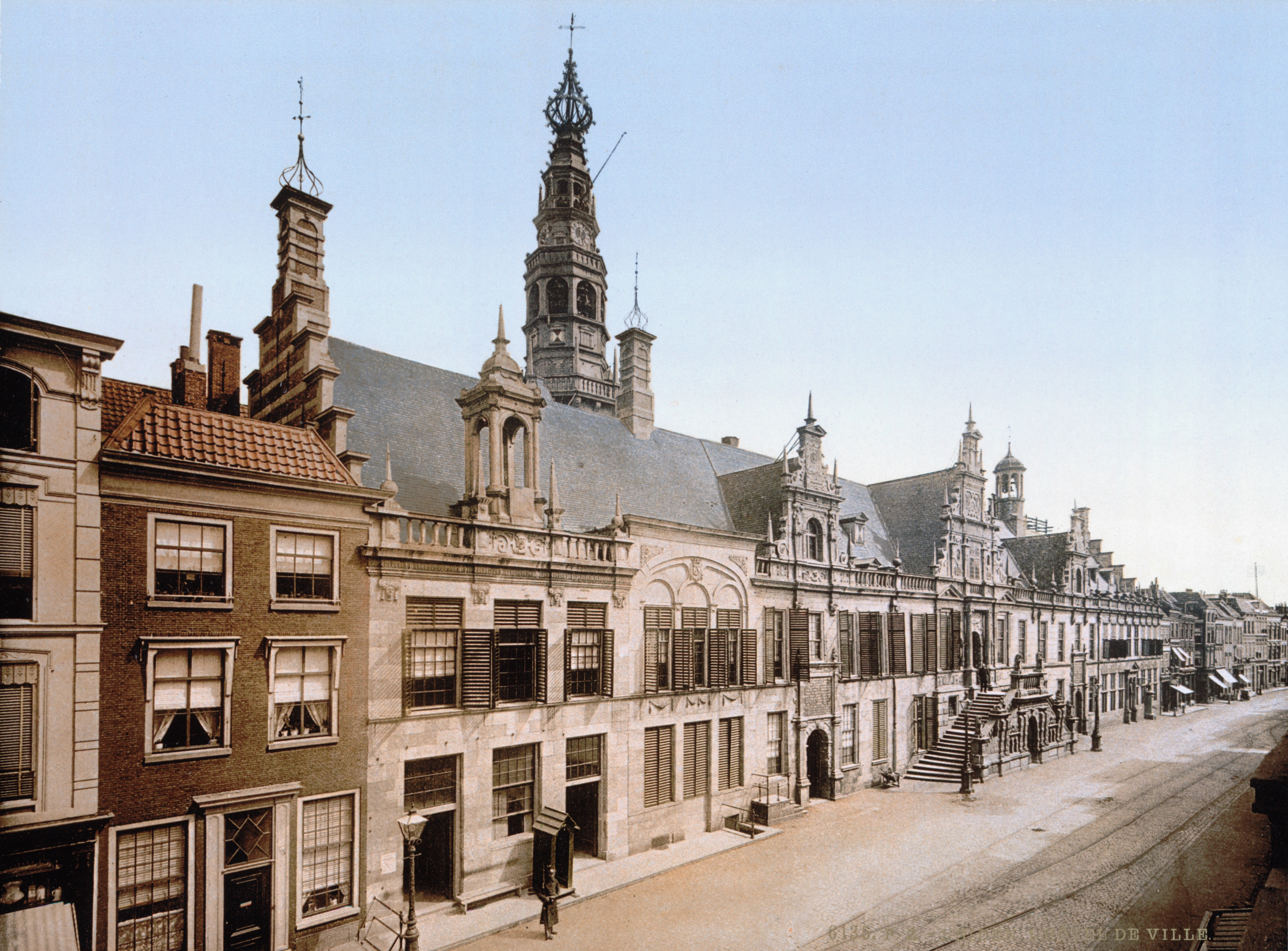
1900年左右的莱顿市政厅
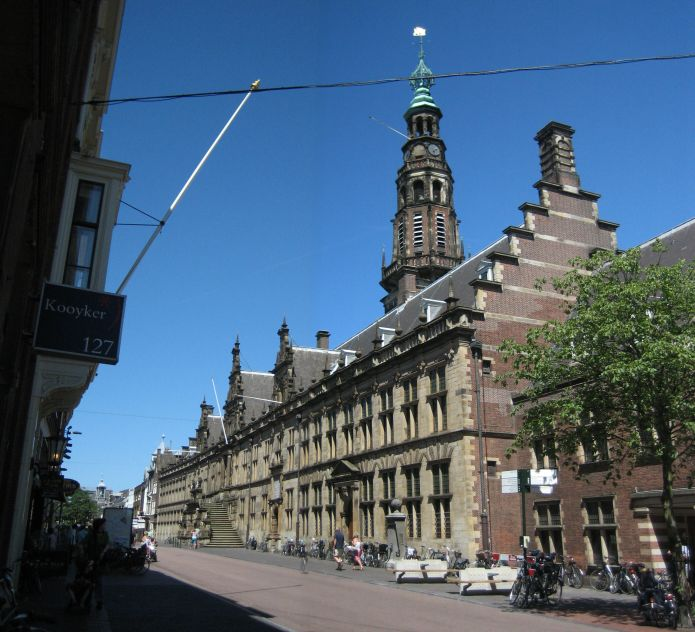
2006年，市政厅正立面
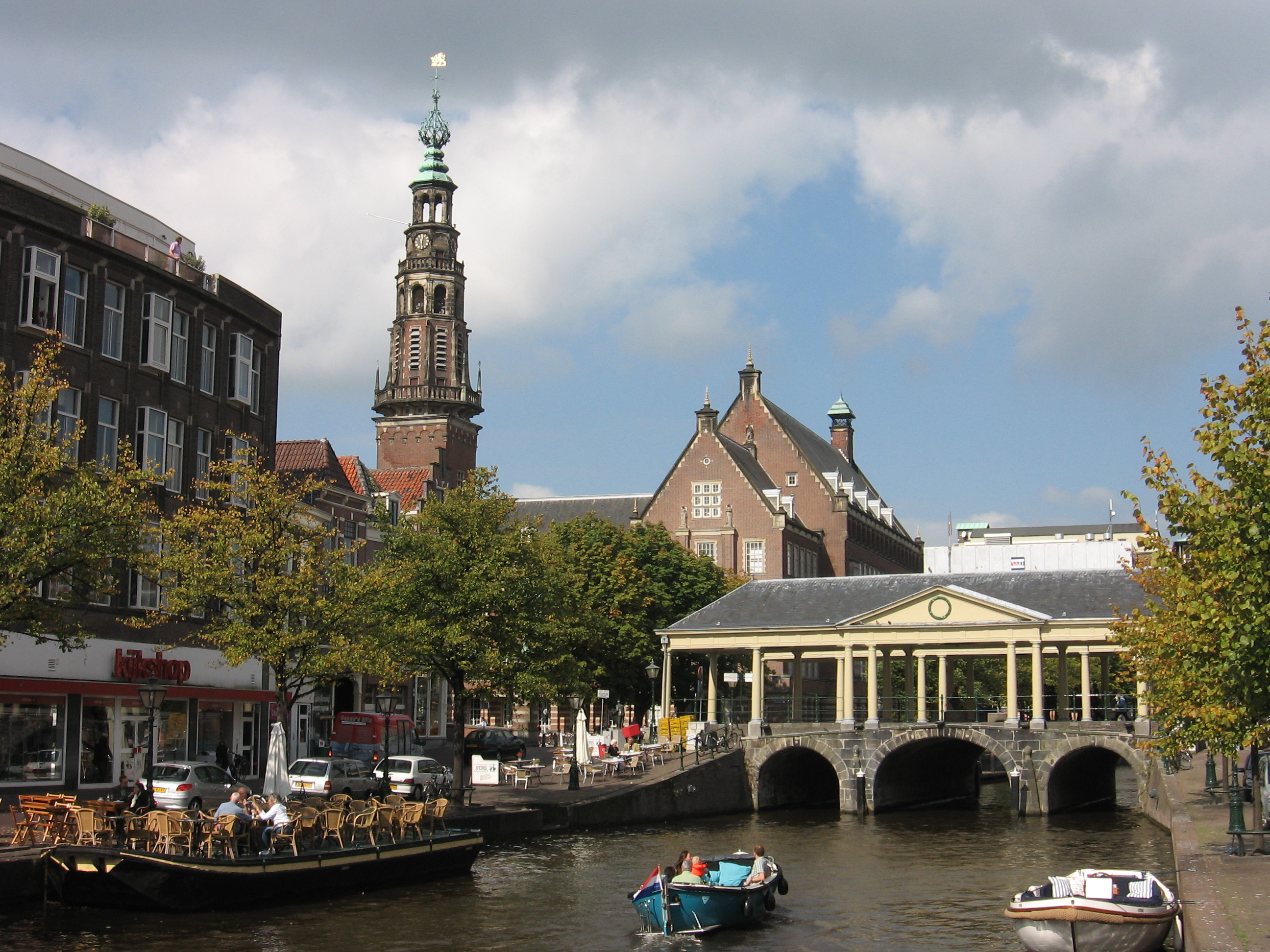
2007年，玉米桥（Koornbrug）与市政厅的钟楼
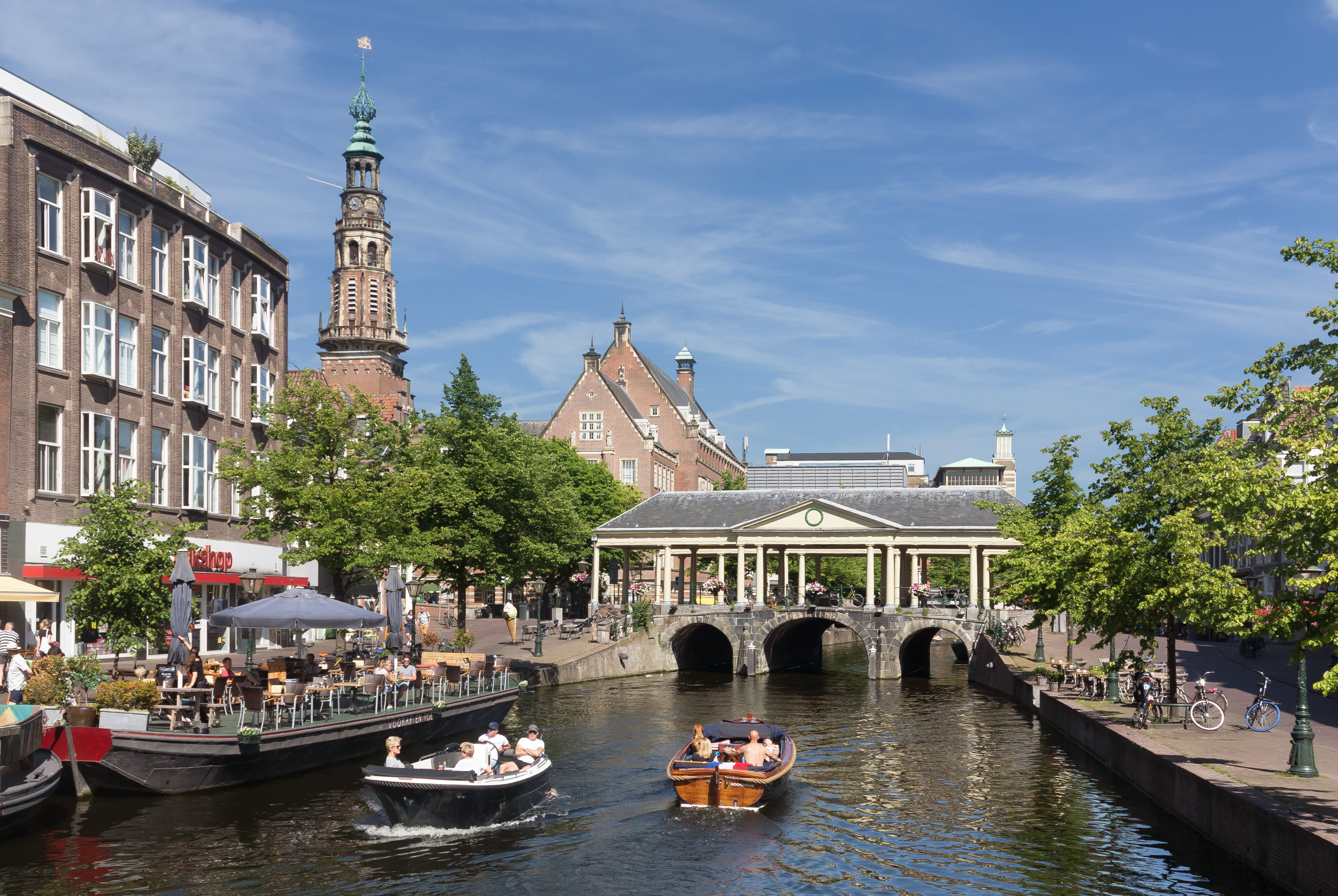
2007年，玉米桥（Koornbrug）与市政厅的钟楼
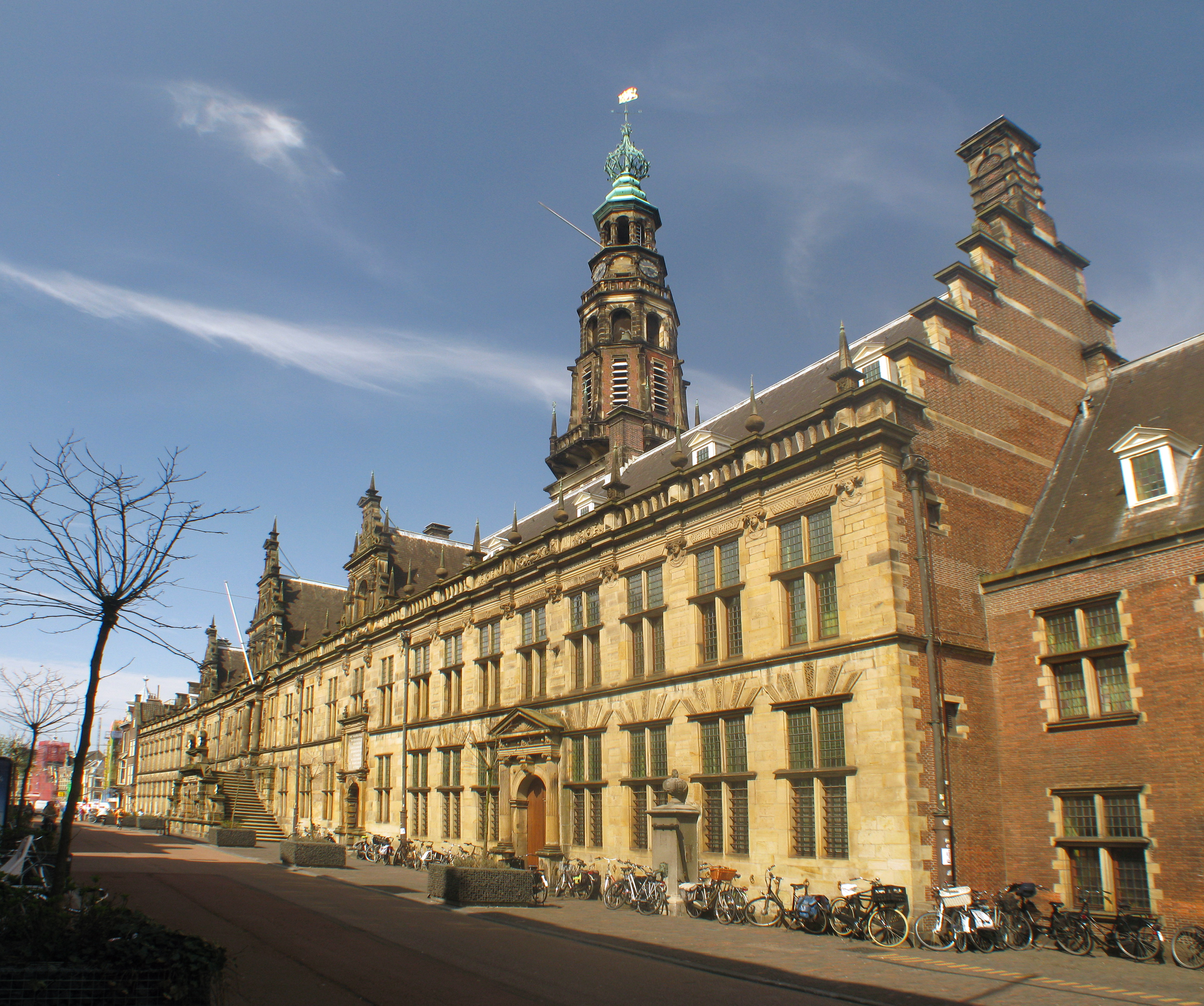
2012

### 内景

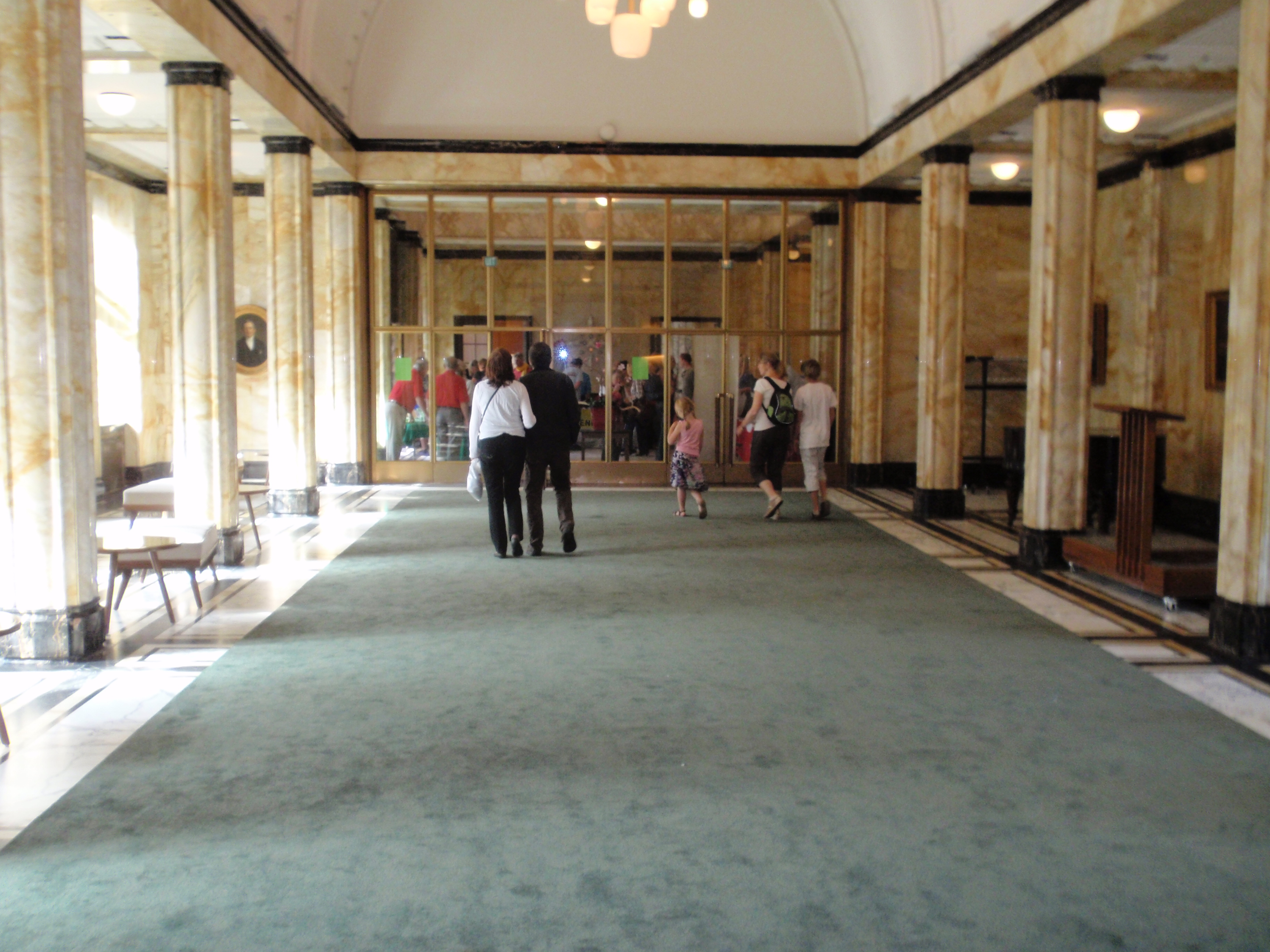
市民厅（Burgerzaal）
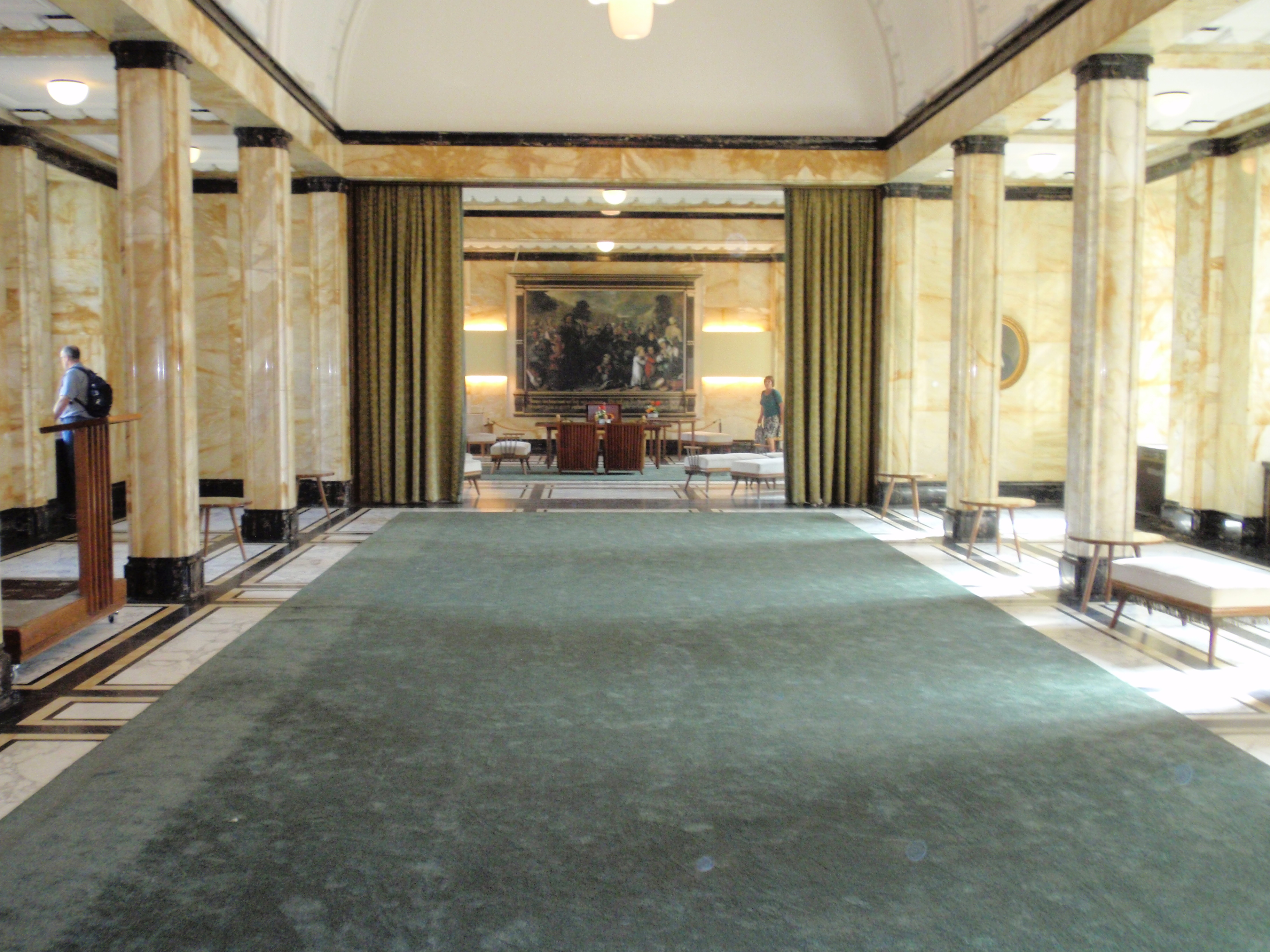
市民厅
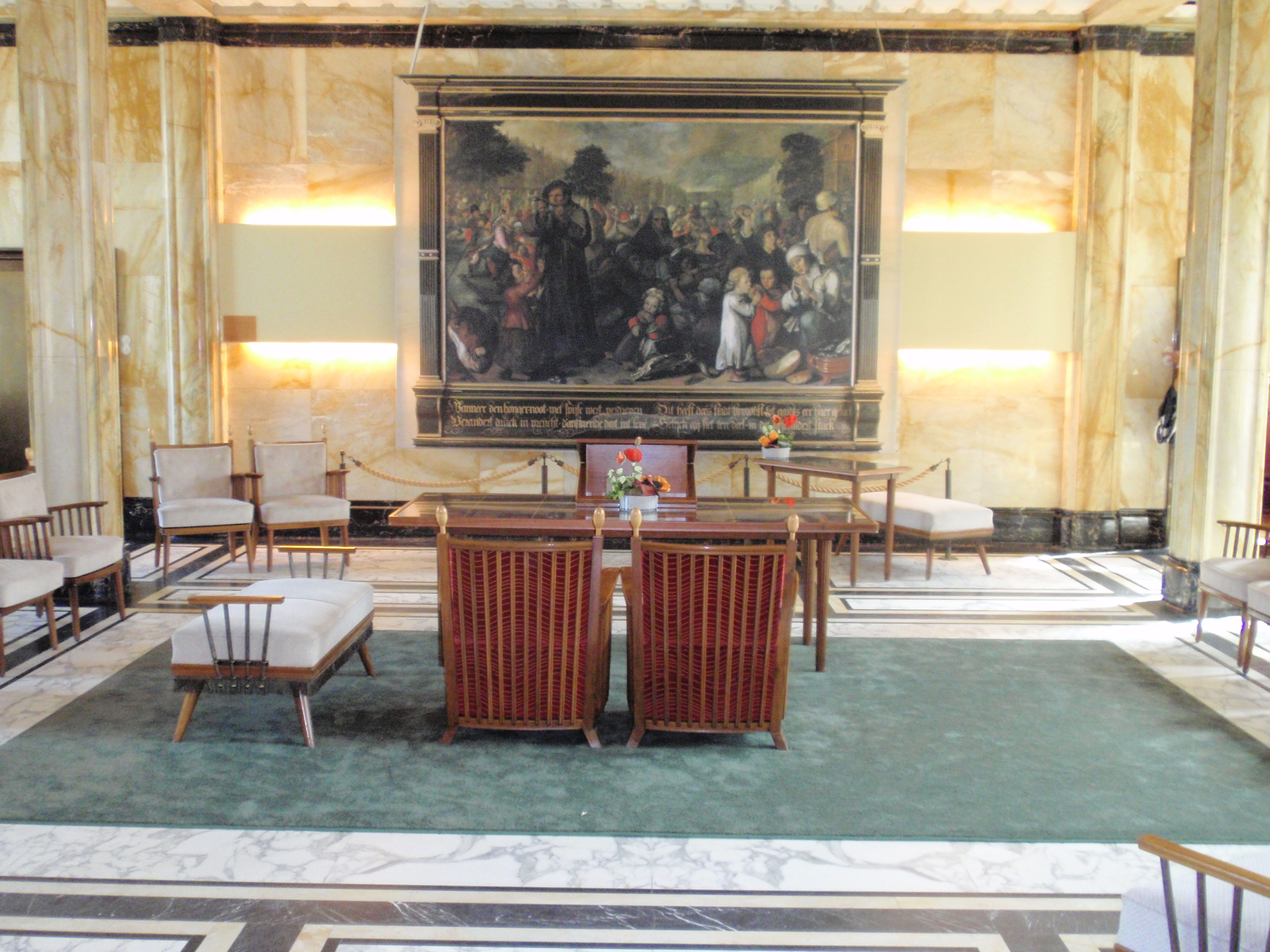
婚礼厅（trouwzaal）
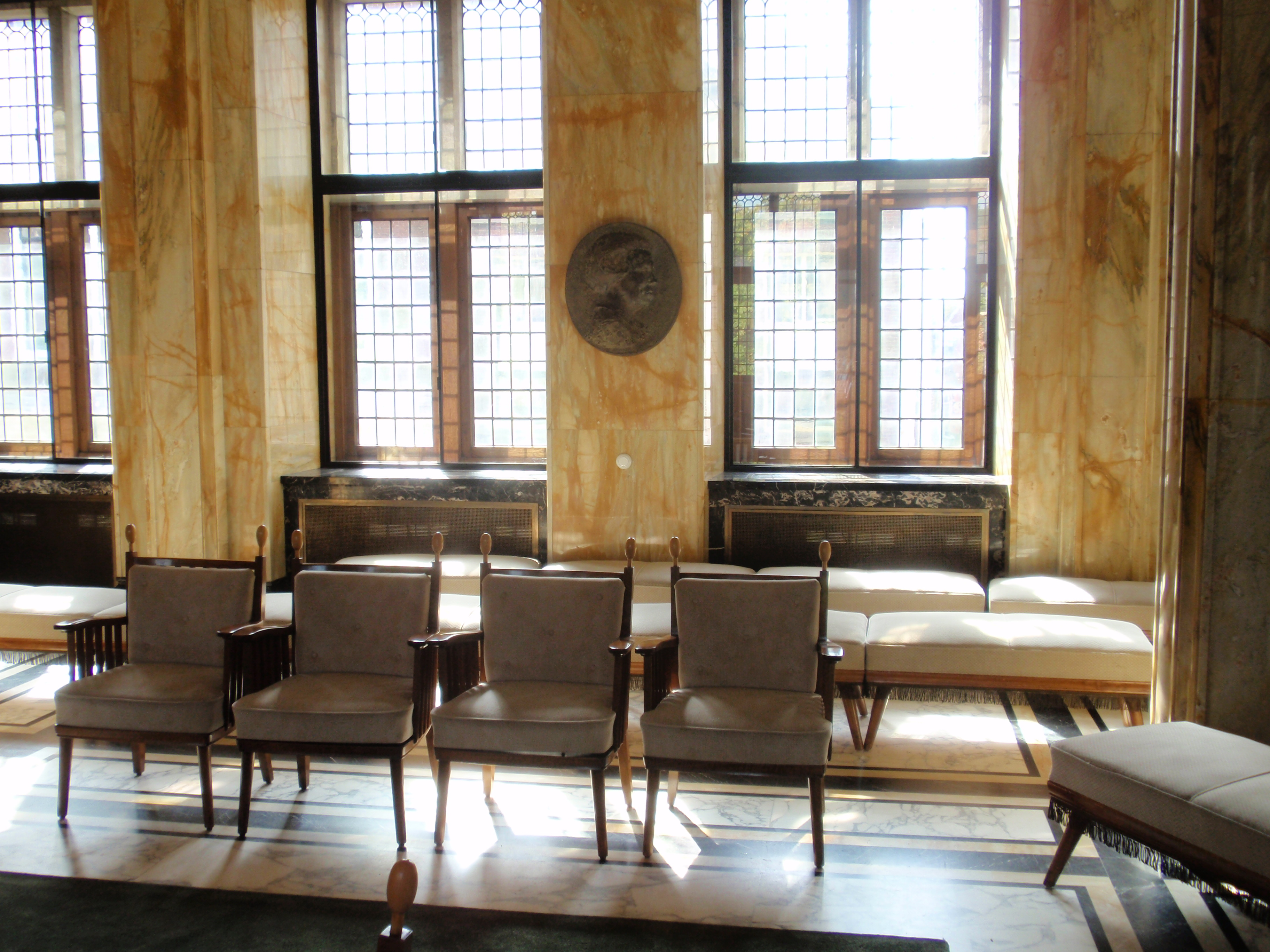
婚礼厅
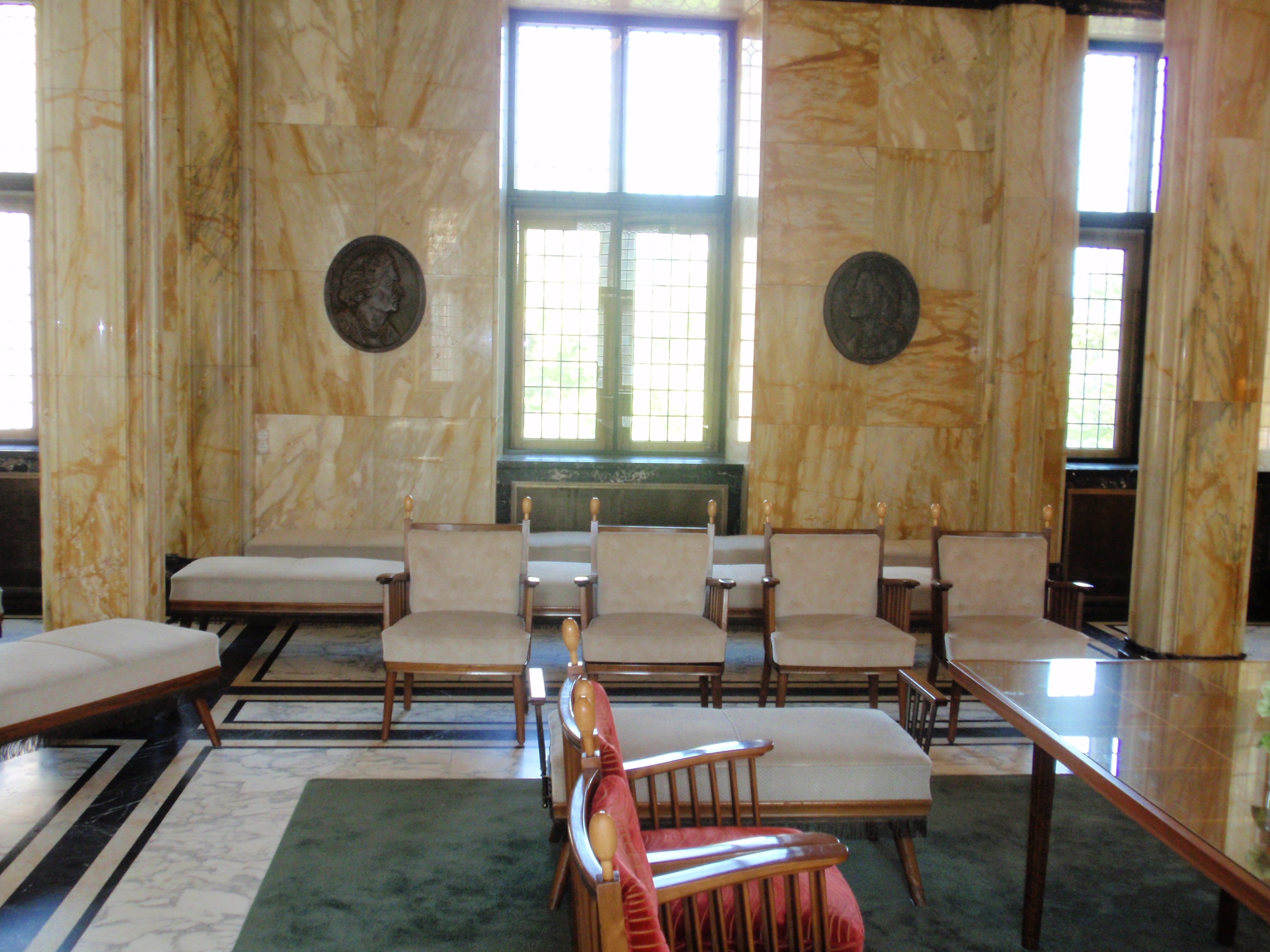
婚礼厅
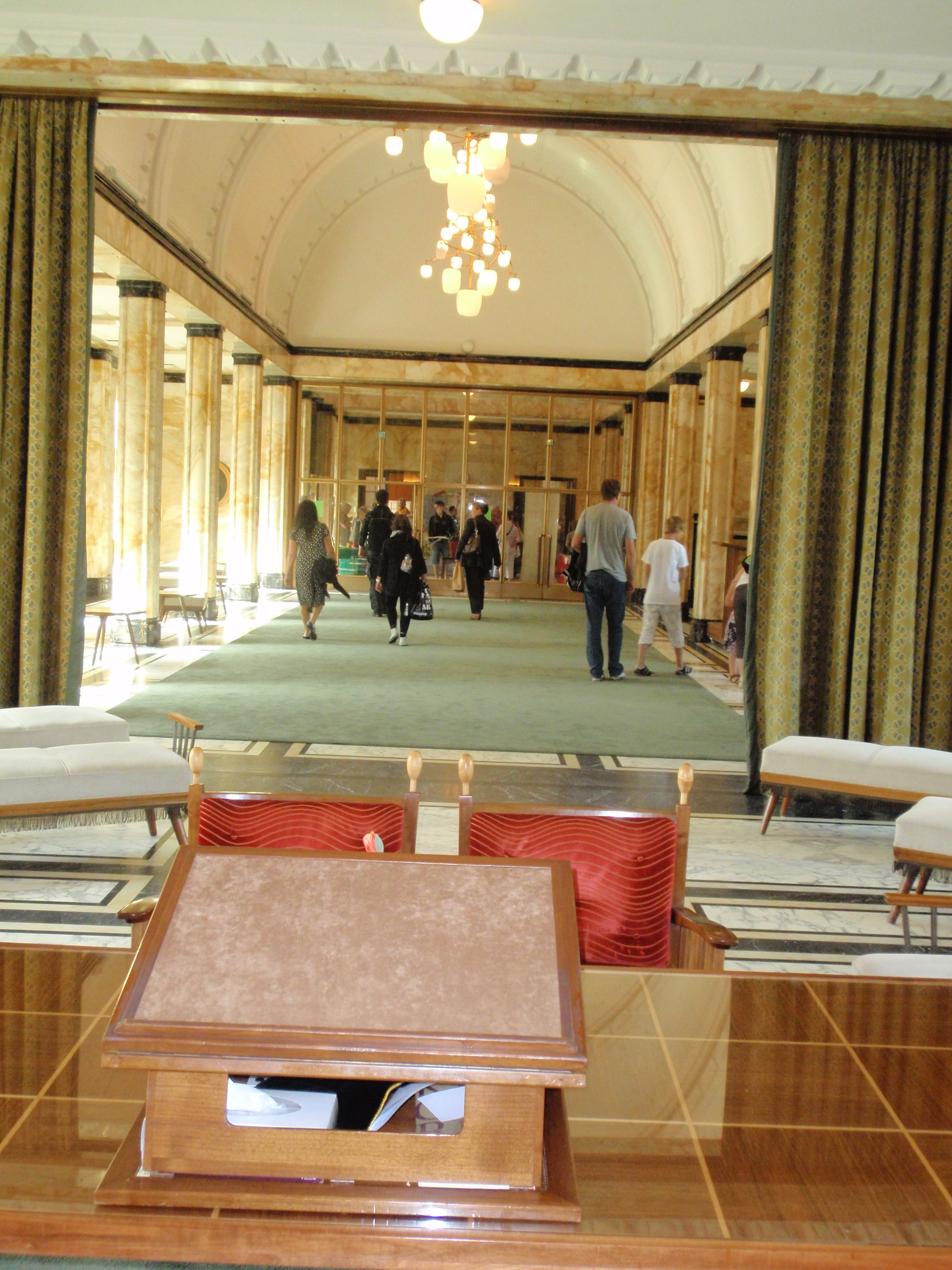
从婚礼厅看市民厅
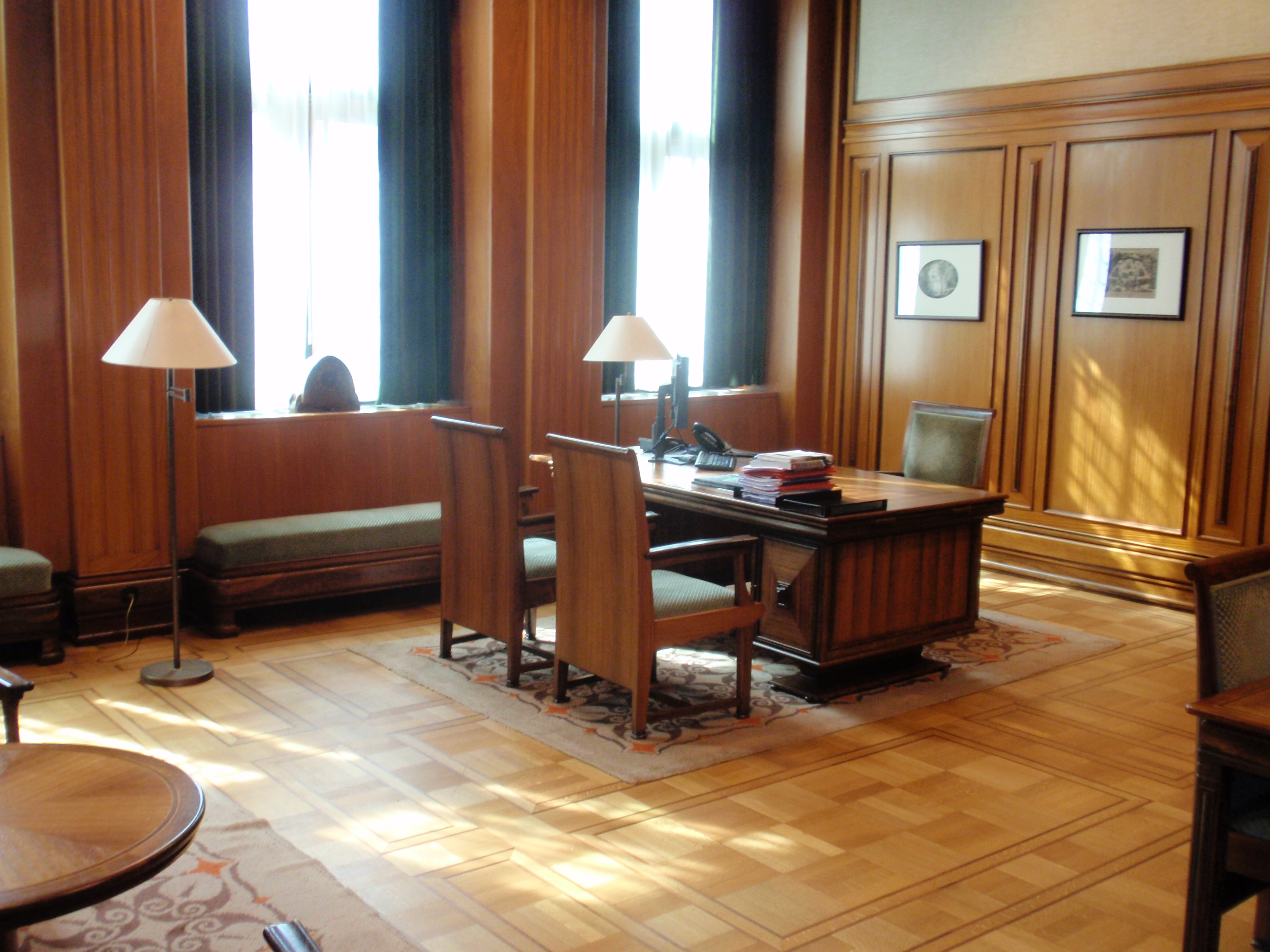
办公室
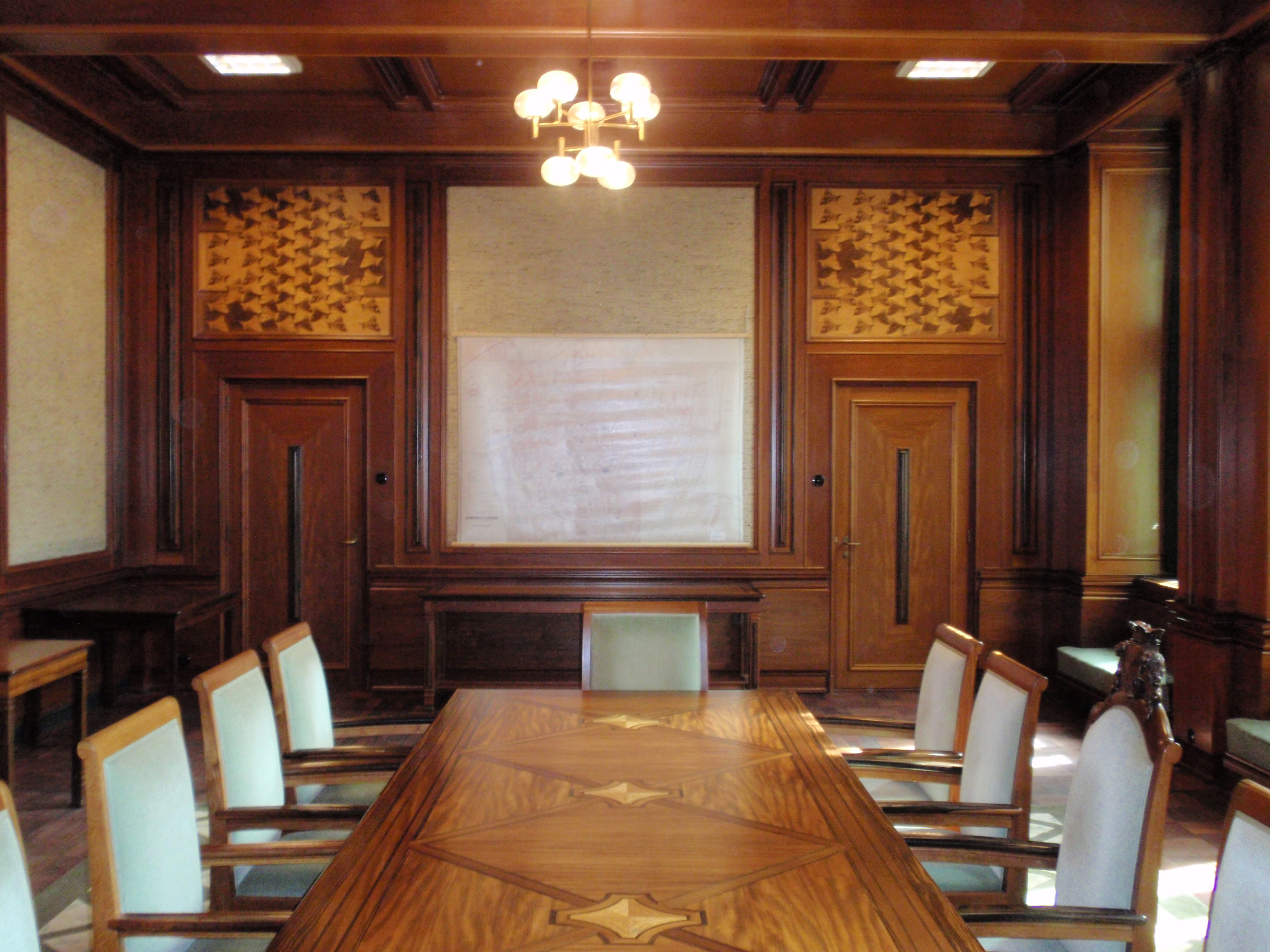
市长室
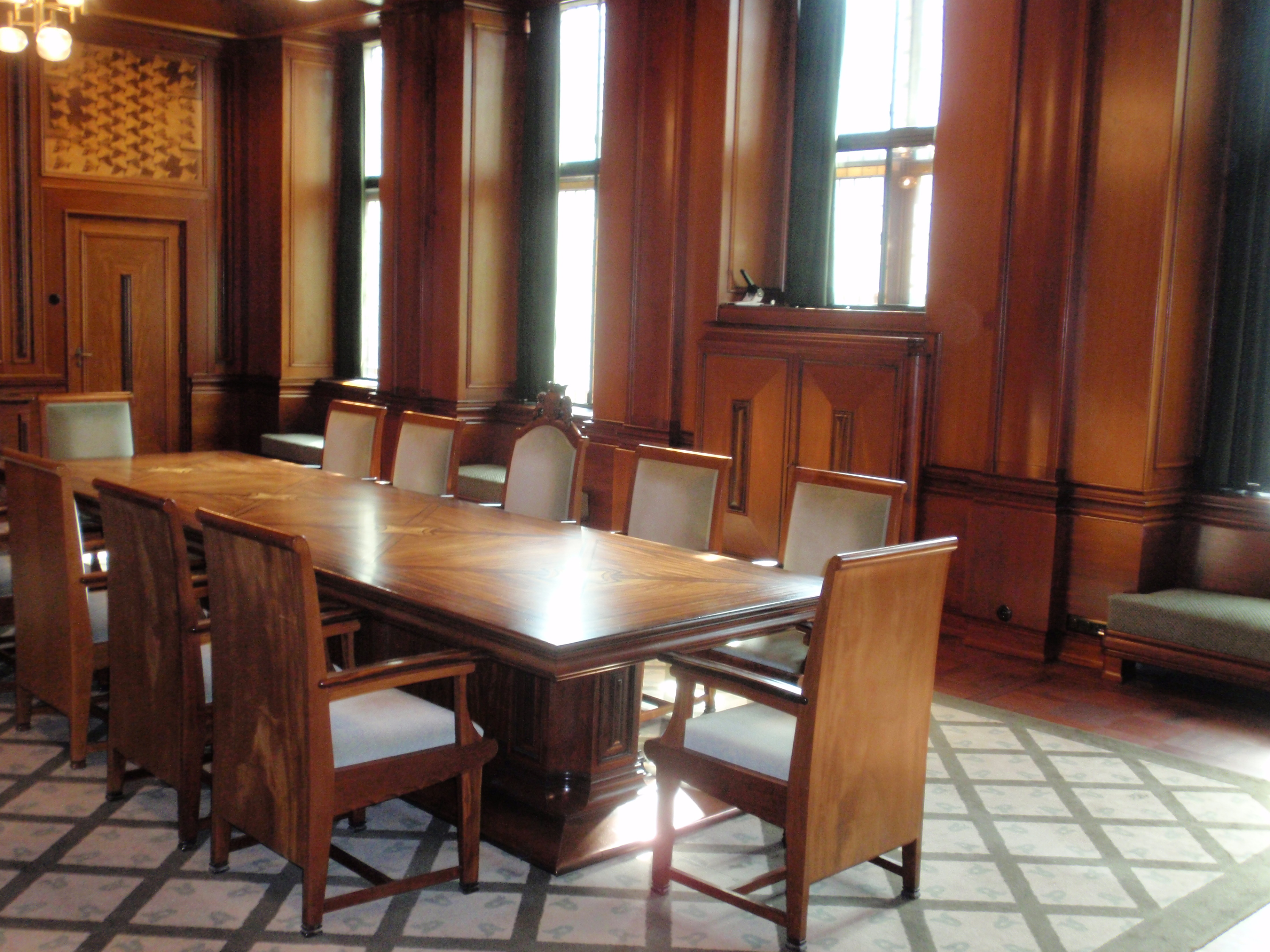
市长室
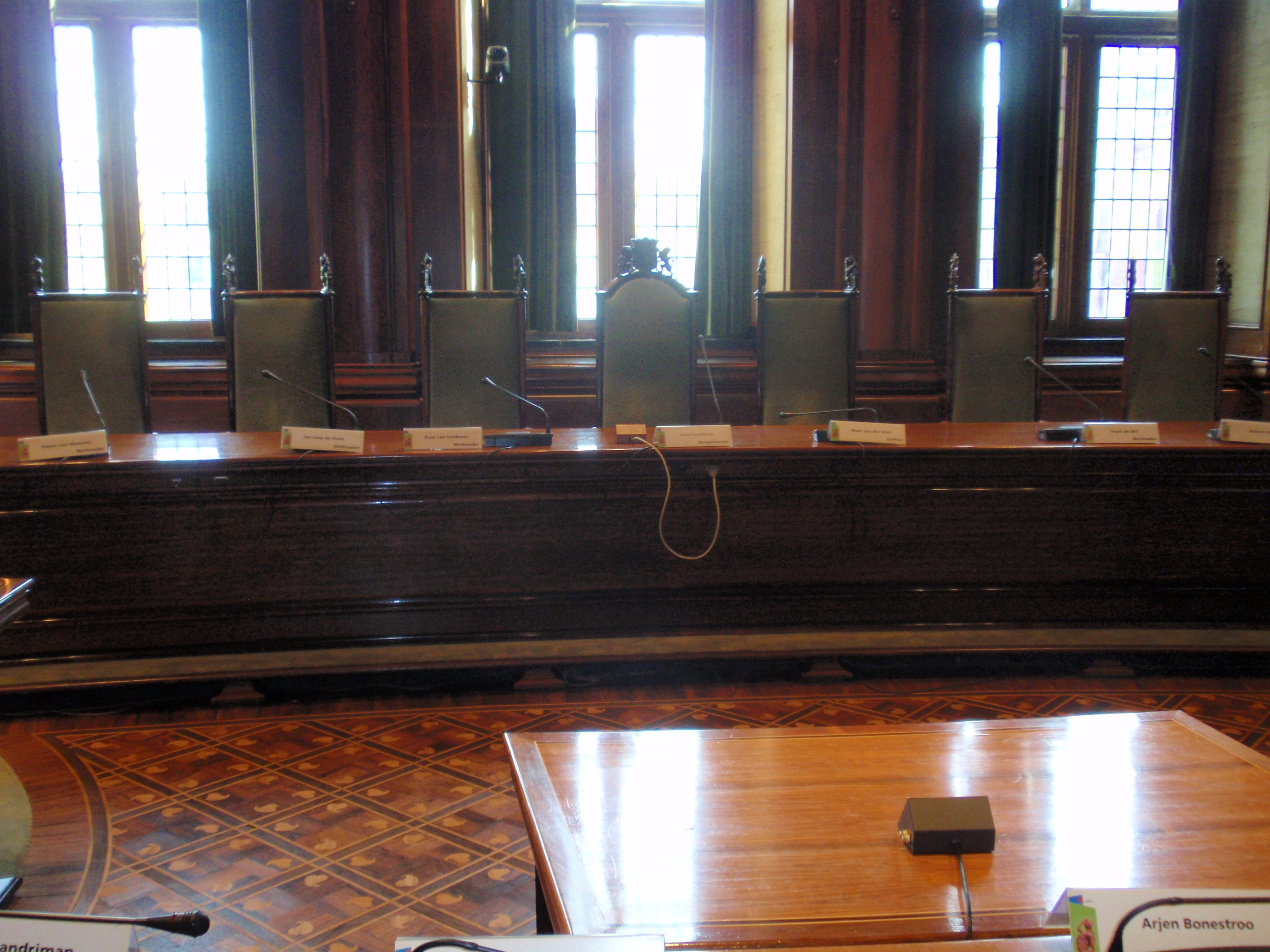
市议会
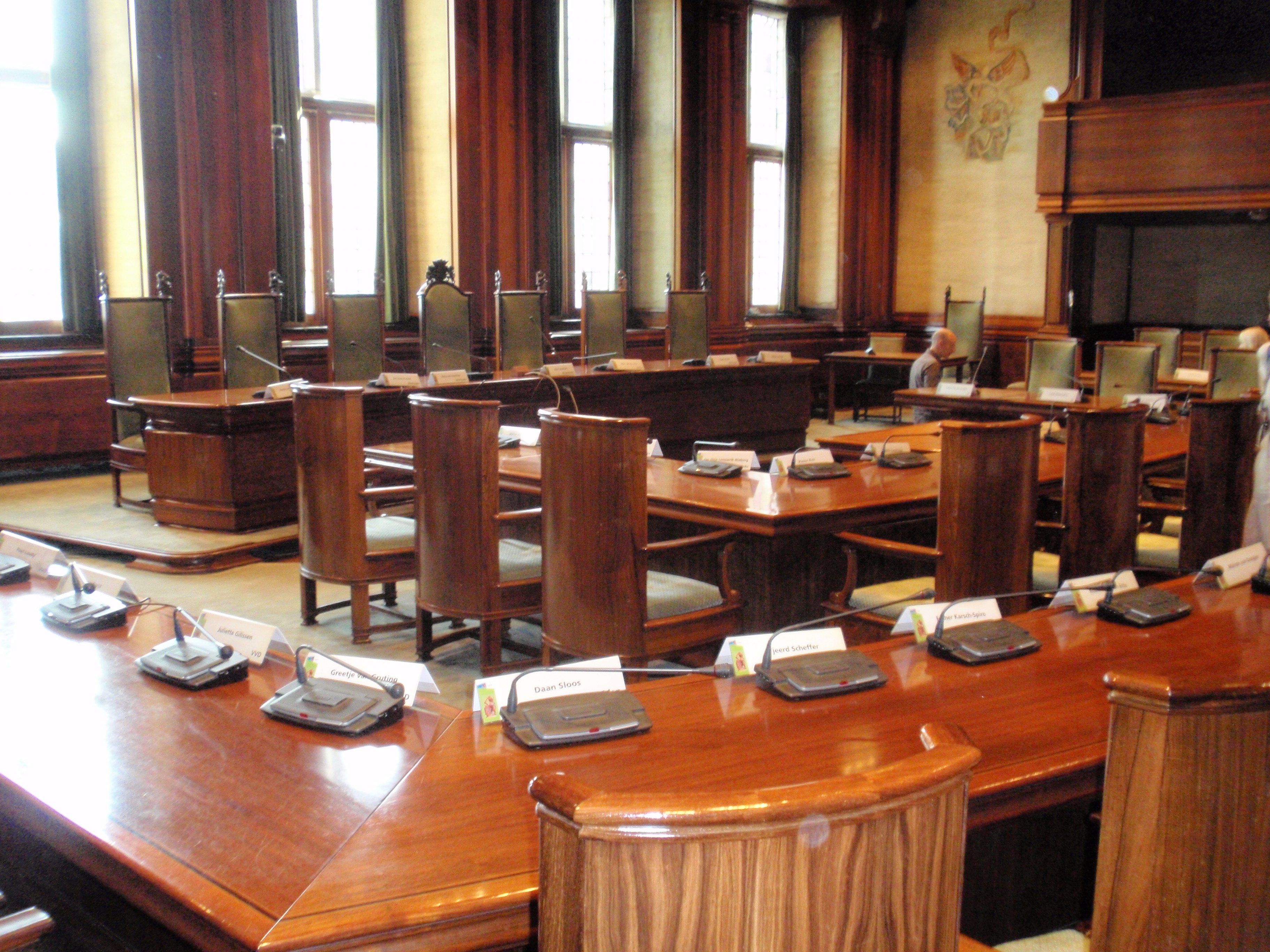
市议会
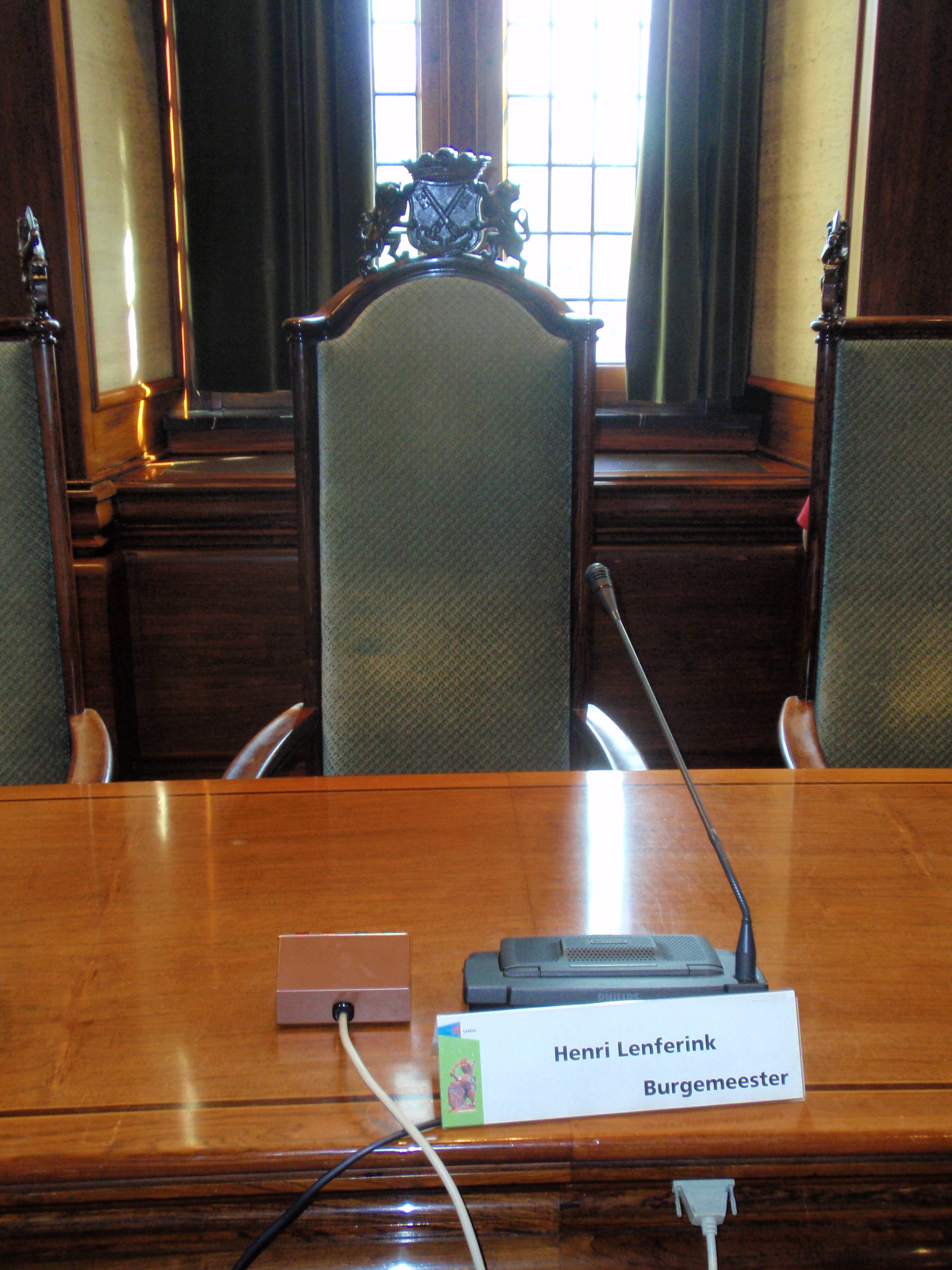
市议会中的市长坐席
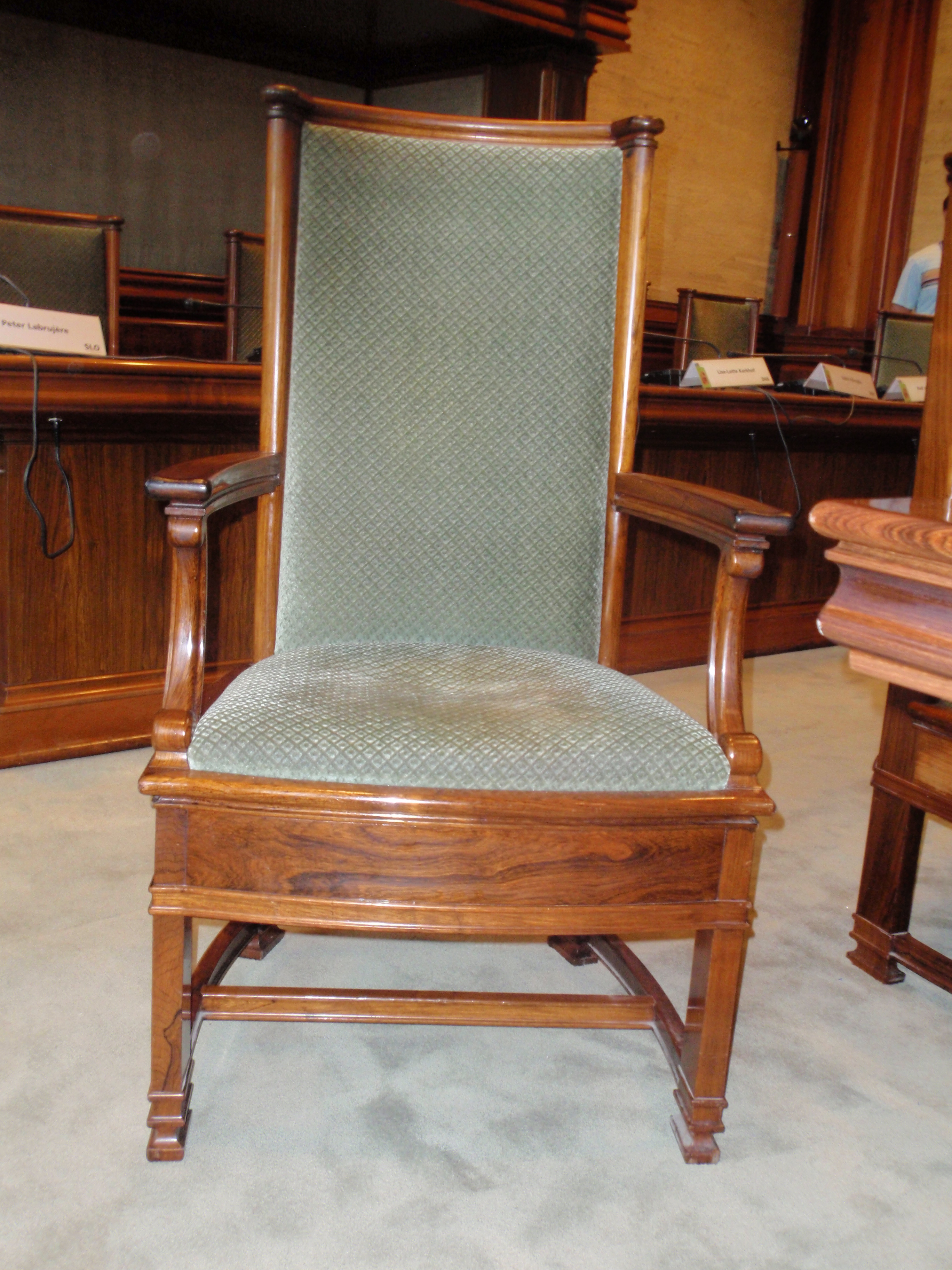
市议会中的市议员（raadslid）坐席
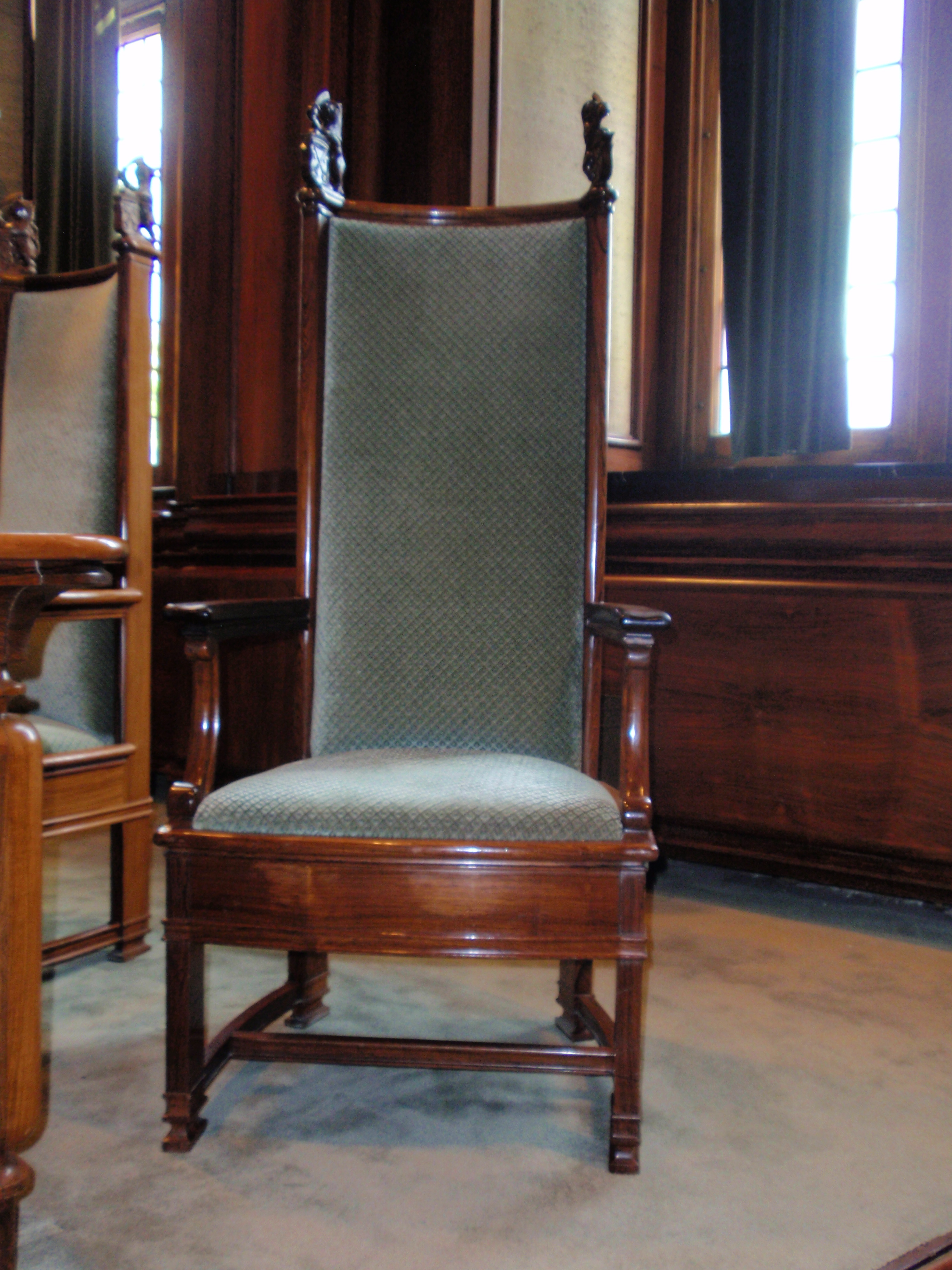
市议会中的市政议员（wethouder）坐席